# Diskuskastning för herrar i friidrott vid olympiska sommarspelen 2012
Herrarnas diskus vid olympiska sommarspelen 2012, i London i Storbritannien avgjordes den 6–7 augusti på Londons Olympiastadion. Tävlingen inleddes med en kvalomgång där alla deltagare tävlade om att kvalificera sig till finalen. De tävlande diskuskastarna fick tre chanser att kasta över kvalgränsen. Om färre än 12 deltagare uppnått kvalgränsen när alla deltagare kastat sina tre kast gick de 12 bästa deltagarna vidare. Därefter hölls finalen där alla fick tre kast var; de åtta bästa deltagarna fick slutligen ytterligare tre kast. Gerd Kanter från Estland var regerande mästare efter segern i Peking 2008.

## Medaljörer
| Event          | Guld                    | Guld                    | Silver            | Silver            | Brons               | Brons               |
| Diskuskastning | Robert Harting Tyskland | Robert Harting Tyskland | Ehsan Hadadi Iran | Ehsan Hadadi Iran | Gerd Kanter Estland | Gerd Kanter Estland |

## Rekord
Före tävlingarna gällde dessa rekord:
| Världsrekord (WR)     | Jürgen Schult (GDR)     | 74,08 m       | Neubrandenburg, Östtyskland | 6 juni 1986     | [ 4 ] |
| Olympiskt rekord (OR) | Virgilijus Alekna (LTU) | 69,89 m       | Aten, Grekland              | 23 augusti 2004 | [ 5 ] |
| Världsårsbästa (WL)   | ej fastställt           | ej fastställt | ej fastställt               | ej fastställt   |       |

## Program
Tider anges i lokal tid, det vill säga västeuropeisk sommartid (UTC+1).
6 augusti
- 10:00 – Kval

7 augusti
- 19:45 – Final

## Resultat

### Kvalomgång
Den inledande kvalomgången hölls den 6 augusti.
| Placering | Grupp | Namn                      | Nationalitet   | 1     | 2     | 3     | Resultat | Noteringar |
| --------- | ----- | ------------------------- | -------------- | ----- | ----- | ----- | -------- | ---------- |
| 1         | B     | Gerd Kanter               | Estland        | X     | 59.72 | 66.39 | 66.39    | Q          |
| 2         | B     | Robert Harting            | Tyskland       | 66.22 | -     | -     | 66.22    | Q          |
| 3         | B     | Jorge Fernandez           | Kuba           | 65.34 | -     | -     | 65.34    | Q          |
| 4         | B     | Lawrence Okoye            | Storbritannien | X     | 63.00 | 65.28 | 65.28    | Q          |
| 5         | A     | Vikas Gowda               | Indien         | 63.52 | 65.20 | -     | 65.20    | Q          |
| 6         | A     | Ehsan Hadadi              | Iran           | 65.19 | -     | -     | 65.19    | Q          |
| 7         | A     | Piotr Małachowski         | Polen          | 62.08 | 64.65 | 63.96 | 64.65    | q          |
| 8         | B     | Martin Wierig             | Tyskland       | 64.13 | 62.66 | X     | 64.13    | q          |
| 9         | B     | Benn Harradine            | Australien     | 64.00 | X     | 61.39 | 64.00    | q          |
| 10        | A     | Virgilijus Alekna         | Litauen        | 62.32 | 63.88 | X     | 63.88    | q          |
| 11        | A     | Frank Casañas             | Spanien        | X     | 63.76 | 60.21 | 63.76    | q          |
| 12        | A     | Erik Cadée                | Nederländerna  | 63.55 | X     | X     | 63.55    | q          |
| 13        | A     | Apostolos Parellis        | Cypern         | 63.48 | 62.49 | 62.54 | 63.48    |            |
| 14        | B     | Mario Pestano             | Spanien        | 63.40 | 63.36 | X     | 63.40    |            |
| 15        | B     | Bogdan Pisjtjalnikov      | Ryssland       | 61.69 | X     | 63.15 | 63.15    |            |
| 16        | B     | Rutger Smith              | Nederländerna  | 63.00 | 62.70 | 63.09 | 63.09    |            |
| 17        | B     | Martin Marić              | Kroatien       | 61.04 | 62.83 | 62.87 | 62.87    |            |
| 18        | A     | Jason Young               | USA            | 62.18 | X     | X     | 62.18    |            |
| 19        | A     | Scott Martin              | Australien     | 58.15 | 57.67 | 62.14 | 62.14    |            |
| 20        | B     | Traves Smikle             | Jamaica        | X     | 59.59 | 61.85 | 61.85    |            |
| 21        | B     | Lance Brooks              | USA            | 61.17 | 60.59 | 59.25 | 61.17    |            |
| 22        | B     | Przemyslaw Czajkowski     | Polen          | 58.73 | X     | 61.08 | 61.08    |            |
| 23        | A     | Ercüment Olgundeniz       | Turkiet        | X     | X     | 60.87 | 60.87    |            |
| 24        | B     | Gerhard Mayer             | Österrike      | 59.40 | 60.81 | 60.27 | 60.81    |            |
| 25        | A     | Märt Israel               | Estland        | 59.60 | X     | 60.34 | 60.34    |            |
| 26        | B     | Omar Ahmed El Ghazaly     | Egypten        | 60.16 | 60.26 | 58.89 | 60.26    |            |
| 27        | A     | Aleksander Tammert        | Estland        | 57.00 | 60.20 | 59.78 | 60.20    |            |
| 28        | A     | Julian Wruck              | Australien     | 58.01 | 60.08 | 59.64 | 60.08    |            |
| 29        | B     | Abdul Buhari              | Storbritannien | 54.20 | 55.78 | 60.08 | 60.08    |            |
| 30        | A     | Markus Münch              | Tyskland       | 59.95 | 59.34 | X     | 59.95    |            |
| 31        | B     | Jarred Rome               | USA            | X     | X     | 59.57 | 59.57    |            |
| 32        | A     | Robert Urbanek            | Polen          | 59.56 | X     | X     | 59.56    |            |
| 33        | B     | Sultan Mubarak Al-Dawoodi | Saudiarabien   | 55.48 | 55.80 | 59.54 | 59.54    |            |
| 34        | B     | Mykyta Nesterenko         | Ukraina        | X     | 58.22 | 59.17 | 59.17    |            |
| 35        | A     | Brett Morse               | Storbritannien | X     | 58.18 | X     | 58.18    |            |
| 36        | A     | Roland Varga              | Kroatien       | 57.76 | 58.17 | 57.79 | 58.17    |            |
| 37        | A     | Germán Lauro              | Argentina      | X     | 55.23 | 57.54 | 57.54    |            |
| 38        | B     | Danijel Furtula           | Montenegro     | 57.48 | X     | X     | 57.48    |            |
| 39        | A     | Jason Morgan              | Jamaica        | 56.25 | 56.72 | 57.46 | 57.46    |            |
| 40        | A     | Yunio Lastre              | Kuba           | X     | X     | 57.33 | 57.33    |            |
| 41        | B     | Ronald Julião             | Brasilien      | X     | 56.20 | X     | 56.20    |            |

### Final
Finalen hölls den 7 augusti.
| Placering | Idrottare         | Nationalitet   | 1     | 2     | 3     | 4     | 5     | 6     | Resultat | Noteringar |
| --------- | ----------------- | -------------- | ----- | ----- | ----- | ----- | ----- | ----- | -------- | ---------- |
| 1         | Robert Harting    | Tyskland       | 67.79 | X     | 67.27 | 66.45 | 68.27 | 67.08 | 68,27    |            |
| 2         | Ehsan Hadadi      | Iran           | 68.18 | 64.09 | 67.28 | 66.98 | X     | X     | 68,18    |            |
| 3         | Gerd Kanter       | Estland        | 65.07 | 65.79 | 66.02 | 65.96 | 68.03 | 66.99 | 68,03    | SB         |
| 4         | Virgilijus Alekna | Litauen        | 67.38 | X     | X     | 66.07 | X     | X     | 67,38    |            |
| 5         | Piotr Małachowski | Polen          | 62.50 | 66.92 | X     | 67.19 | X     | X     | 67,19    |            |
| 6         | Martin Wierig     | Tyskland       | 63.34 | 63.98 | X     | 65.85 | 64.79 | 65.12 | 65,85    |            |
| 7         | Frank Casañas     | Spanien        | 65.56 | X     | X     | 64.92 | 65.48 | 63.16 | 65,56    |            |
| 8         | Vikas Gowda       | Indien         | 64.79 | 60.95 | 63.03 | 64.15 | 64.48 | 63.89 | 64,79    |            |
| 9         | Benn Harradine    | Australien     | 58.24 | 63.16 | 63.59 |       |       |       | 63,59    |            |
| 10        | Erik Cadée        | Nederländerna  | 62.40 | 62.77 | 62.78 |       |       |       | 62.78    |            |
| 11        | Jorge Fernandez   | Kuba           | X     | 60.04 | 62.02 |       |       |       | 62.02    |            |
| 12        | Lawrence Okoye    | Storbritannien | 61.03 | X     | 60.11 |       |       |       | 61.03    |            |